# Colectivitate statistică
Prin colectivitate statistică se înțelege o mulțime de lucruri, fenomene etc. statistic prezentate, unde există elemente care posedă comparativ unele caracteristici comune, în raport cu care colectivitatea se împarte în clase (sau grupuri), cărora le corespunde statistic un număr determinat de unități ale colectivității.
Unitățile care compun colectivitatea se numesc elementele colectivității, iar numărul de elemente care compun o clasă, frecvența absolută a clasei în raport cu caracteristica statistic cercetată. Datorită faptului că, integral, elementele colectivității sunt legate între ele prin unele caracteristici comune, colectivitatea se prezintă  totuși ca un tot unitar și omogen. Caracteristicilor după care colectivitatea se împarte în clase le vom spune argumente ale colectivității. Argumentele pot fi cantitative sau calitative. Primele pot fi măsurate într-un mod sau altul, iar celelalte nu pot fi supuse unei măsurători, prin însăși natura lor. Astfel, tabelul 1 reprezintă o colectivitate formată din 820 familii, repartizate în 5 clase după numărul copiilor aflați în fiecare familie.
Tabel 1 
| Numărul copiilor | Numărul familiilor |
| ---------------- | ------------------ |
| 1                | 87                 |
| 2                | 153                |
| 3                | 233                |
| 4                | 210                |
| 5                | 137                |
|                  | Total 820          |

În tabelul 2 este redată o colectivitate compusă din 900 persoane repartizate în 10 clase de vârste din 5 în 5 ani.
Tabel 2
| Grupe de vârste | Numărul persoanelor |
| --------------- | ------------------- |
| 15 - 20         | 2                   |
| 20 - 25         | 38                  |
| 25 - 30         | 96                  |
| 30 - 35         | 123                 |
| 35 - 40         | 132                 |
| 40 - 45         | 129                 |
| 45 - 50         | 123                 |
| 50 - 55         | 110                 |
| 55 - 60         | 88                  |
| 60 - 65         | 59                  |
|                 | Total 900           |

În tabelul 3 se arată o colectivitate compusă din 100 bolnavi operați.
Tabel 3
| Felul operației | Numărul operațiilor |
| --------------- | ------------------- |
| Apendicită      | 62                  |
| Hernie          | 13                  |
| Căi urinare     | 10                  |
| Boli venerice   | 8                   |
| Plămâni         | 7                   |
|                 | Total 100           |

În tabelele 1 și 2, colectivitățile sunt reprezentate după argumente cantitative (numărul copiilor și vârste), iar în tabelul 3, după un argument calitativ, natura operației. Frecvențele absolute corespunzătoare sunt numerele din coloana a doua a fiecărui tabel.
Trebuie să observăm cu această ocazie că între argumentele colectivităților din tabelele 1 și 2 există o deosebire esențială, și anume: în tabelul 1, argumentul ia numai valori întregi 1, 2, 3, 4, 5, iar în tabelul 2, argumentul poate lua orice valoare cuprinsă în intervalul de la 15 până la 65 ani, împărțirea în clase fiind făcută în scopul simplificării cercetărilor statistice ale acestei colectivități. În primul caz, se spune că argumentul (cantitativ) este discontinuu, iar în al doilea caz, continuu.
Colectivitățile statistice cu argument discontinuu le vom spune distribuții statistice discrete sau simplu distribuții discrete, iar celorlalte, distribuții continue.
În sfârșit, distribuțiile statistice pot fi de un singur argument sau unidimensionale, cu două argumente sau bidimensionale, cu n argumente sau n – dimensionale.
Tabelul 4 reprezintă o distribuție bidimensională și anume, se repartizează un număr de 890 copii după înălțimea lor și înălțimea tatălui.
Tabel 4
| Înălțimea fiului \ Înălțimea tatălui | 60,5 | 62,5 | 64,5 | 66,5 | 68,5 | Total |
| ------------------------------------ | ---- | ---- | ---- | ---- | ---- | ----- |
| 61,5 - 63,5                          | 3    | 6    | 10   | 5    | 1    | 25    |
| 63,5 - 65,5                          | 8    | 20   | 42   | 17   | 8    | 95    |
| 65,5 - 67,5                          | 10   | 32   | 73   | 79   | 34   | 228   |
| 67,5 - 69,5                          | 8    | 28   | 66   | 95   | 93   | 290   |
| 69,5 - 71,5                          | 2    | 7    | 38   | 61   | 76   | 184   |
| 71,5 - 73,5                          | 1    | 1    | 6    | 25   | 35   | 68    |
| Total                                | 32   | 94   | 235  | 282  | 247  | 890   |

În noțiunile sumare de statistică matematică, pe care le expunem în lucrarea de față, ne vom ocupa numai de distribuțiile cu un singur argument.
Numărul elementelor care compun o colectivitate statistică formează volumul colectivității. Astfel, colectivitățile din tabelele 1, 2, 3, 4 au respectiv volumele 820, 900, 100, 890.”